# سامانه کینین–کالیکرئین
سامانه کینین-کالیکرئین (انگلیسی: Kinin–kallikrein system) یک سامانه هورمونی است که هنوز کاملاً شناخته شده نیست. این سامانه نقش قابل توجهی در التهاب، انعقاد خون، کنترل فشار خون و درد دارد. واسطه‌های مهم این سامانه مانند برادی‌کینین و کالیدین گشادکننده عروق هستند.

## فعال شدن
سامانه کینین یک آبشار آنزیمی می‌باشد و زمانی آغاز می‌گردد که فاکتور انعقادی با نام فاکتور هاگمن (فاکتورXII) به دنبال آسیب بافتی و اندوتلیوم عروق فعال شود. فاکتورهاگمن فعال متصل به سطح، پره‌کالیکرئین (PK) را با برش پروتئولیتیک به کالیکرئین فعال تبدیل می‌کند. برای این عمل کینینوژن با وزن مولکولی بالا (HMWK) به عنوان کوفاکتور لازم می‌باشد. کالیکرئین فعال، خود سبب فعال شدن مقادیر بیشتری از فاکتور ۱۲ می‌شود. از طرف دیگر کالیکرئین سبب آزاد شدن برادی‌کینین از کینینوژن باوزن مولکولی بالا (HMWK) می‌شود. فعال شدن این سامانه موجب افزایش نفوذپذیری عروق، التهاب، اتساع عروقی و درد می‌شود.